# دواة

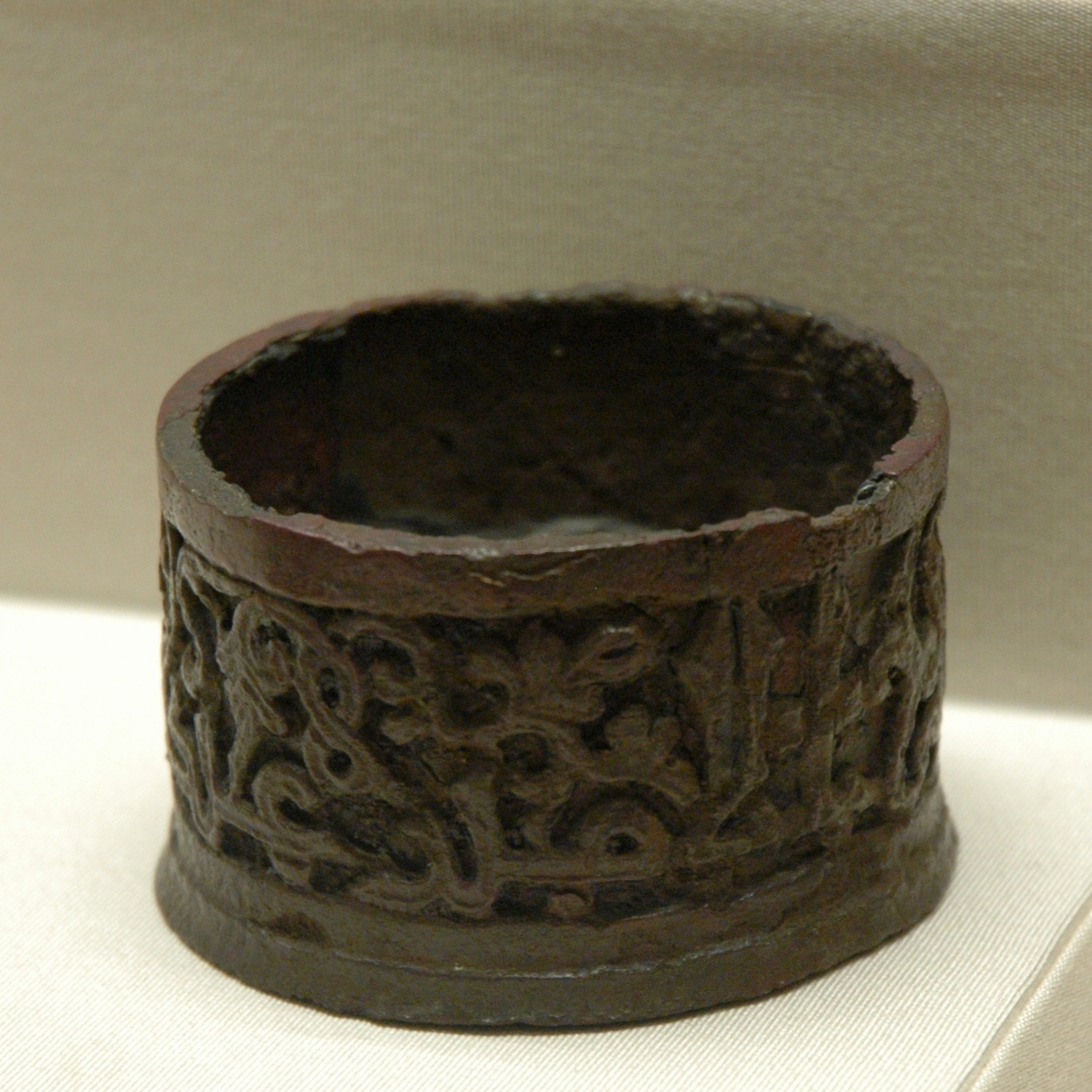
محبرة من نيسابور.

الدواة أو المَحبَرة  هي وعاء أو قنينة صغيرة بها حبر. كانت تصنع قديماً من قرون الحيوانات والجلد والخشب أو الفخار، ثم تطورت وصنعت من المعادن كالبرونز وما أشبه. وتوضع بداخلها «الّليقة» وهي صُوفَةُ الدواة، عبارة عن خيوط حريرية، يوضع الحبر فوقها ويستمد المداد منها حتى لا تعطيه الحبر الكثير ولا القليل. ويمكن استبدال الخيوط الحريرية بقطعة إسفنج، ويفضل الطبيعي منها. ويجب أن تكون المحبرة محكمة الإغلاق ذات قاعدة متينة وفوهة واسعة فالكاتب يحتاج أن يكتب بأقلام عريضة أحيانا.

ويذكر الإمام المقري الأبيات التي كانت مكتوبة على دواة السلطان المريني أبو عنان فارس: 
| دواة | أَنا دَوَاةُ فارس أَبِي عِنان المعتمد حَلَّفْتُ من يكتب بي بالواحد الفَرْدِ الصمد أن لا يَمُدَّ مَدَّةً فِي قَطْعِ رِزْقٍ لِأَحد. | دواة |

## معرض صور

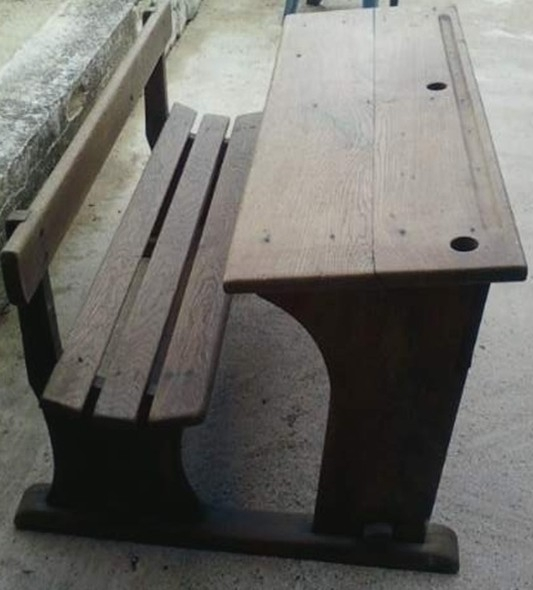
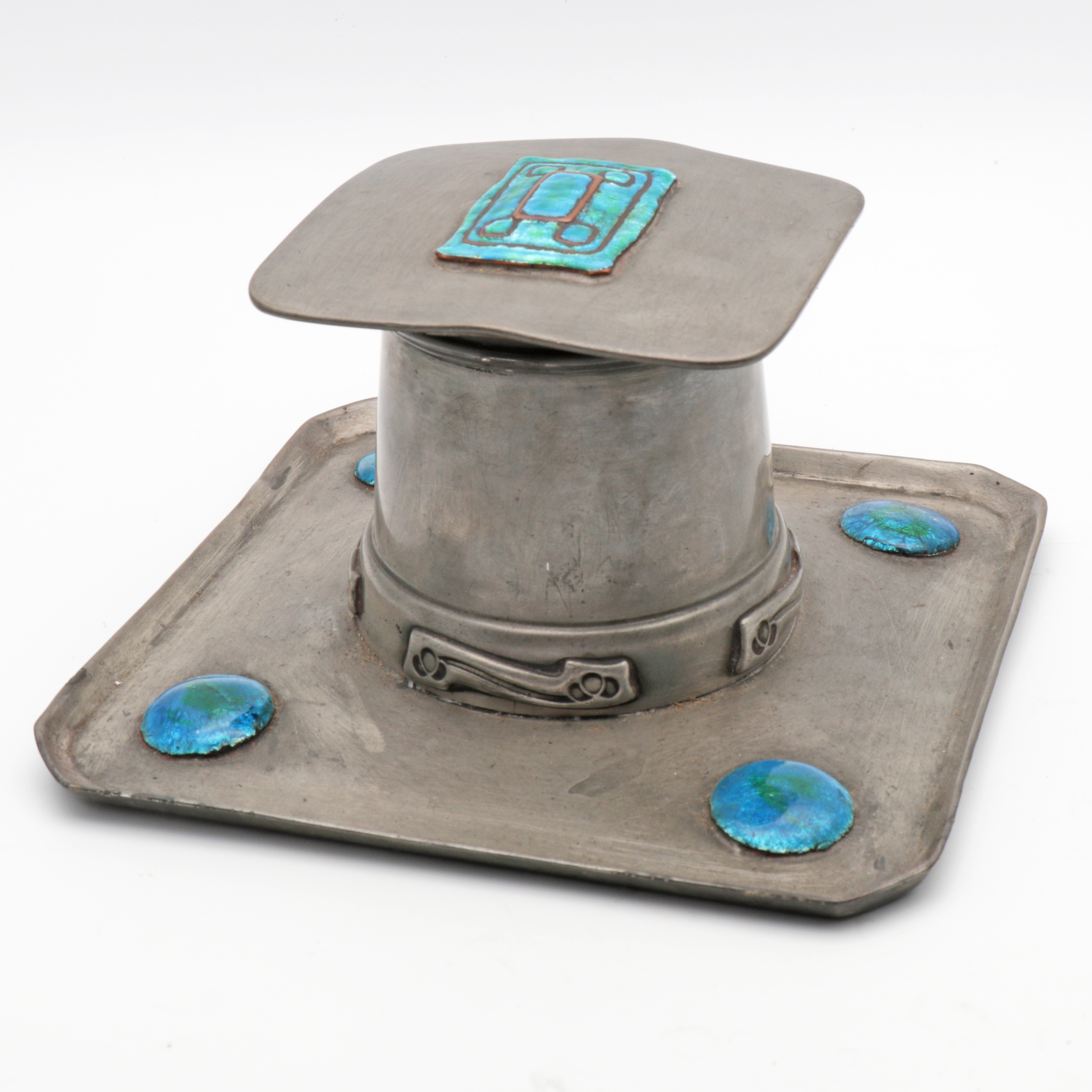
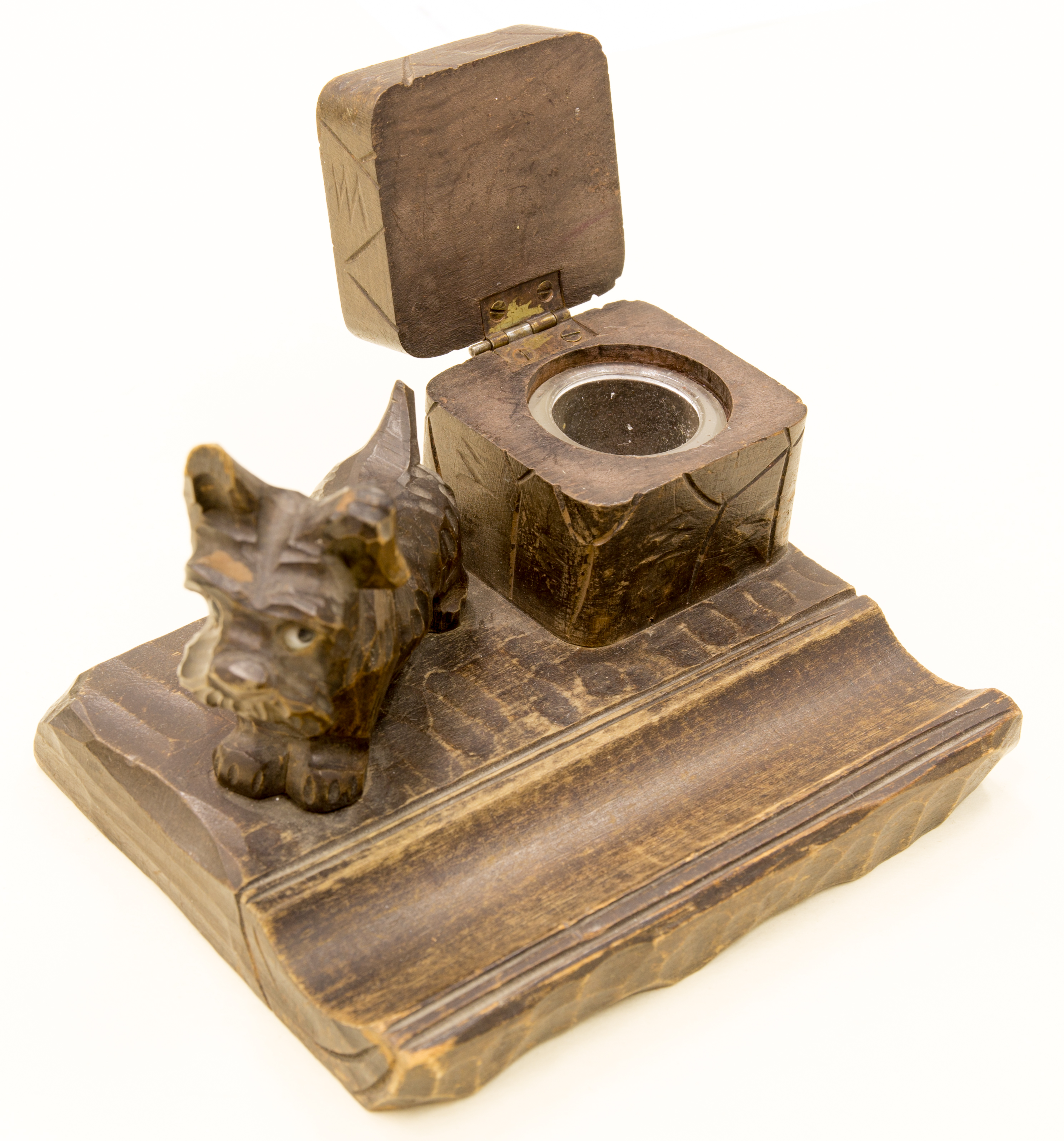
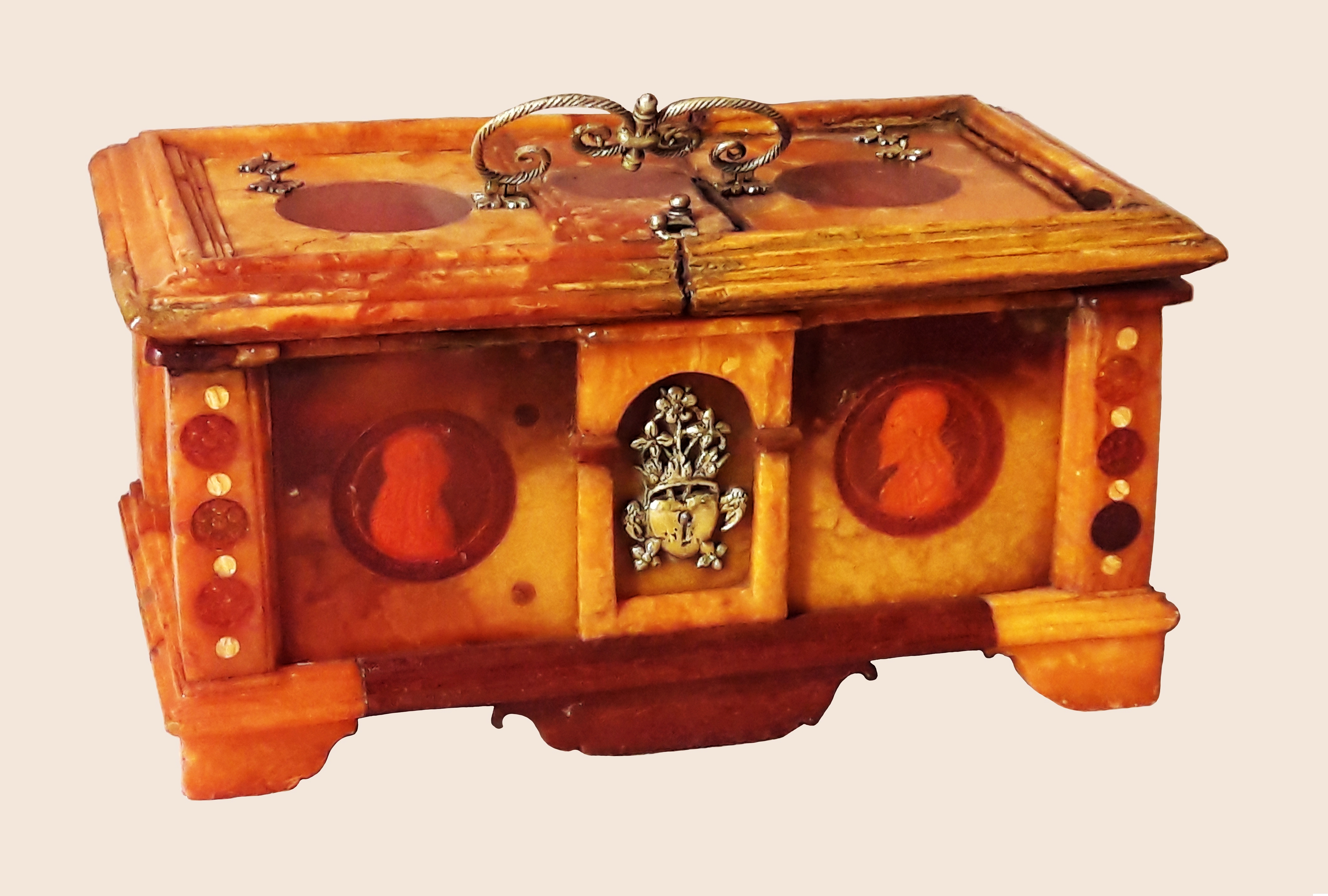
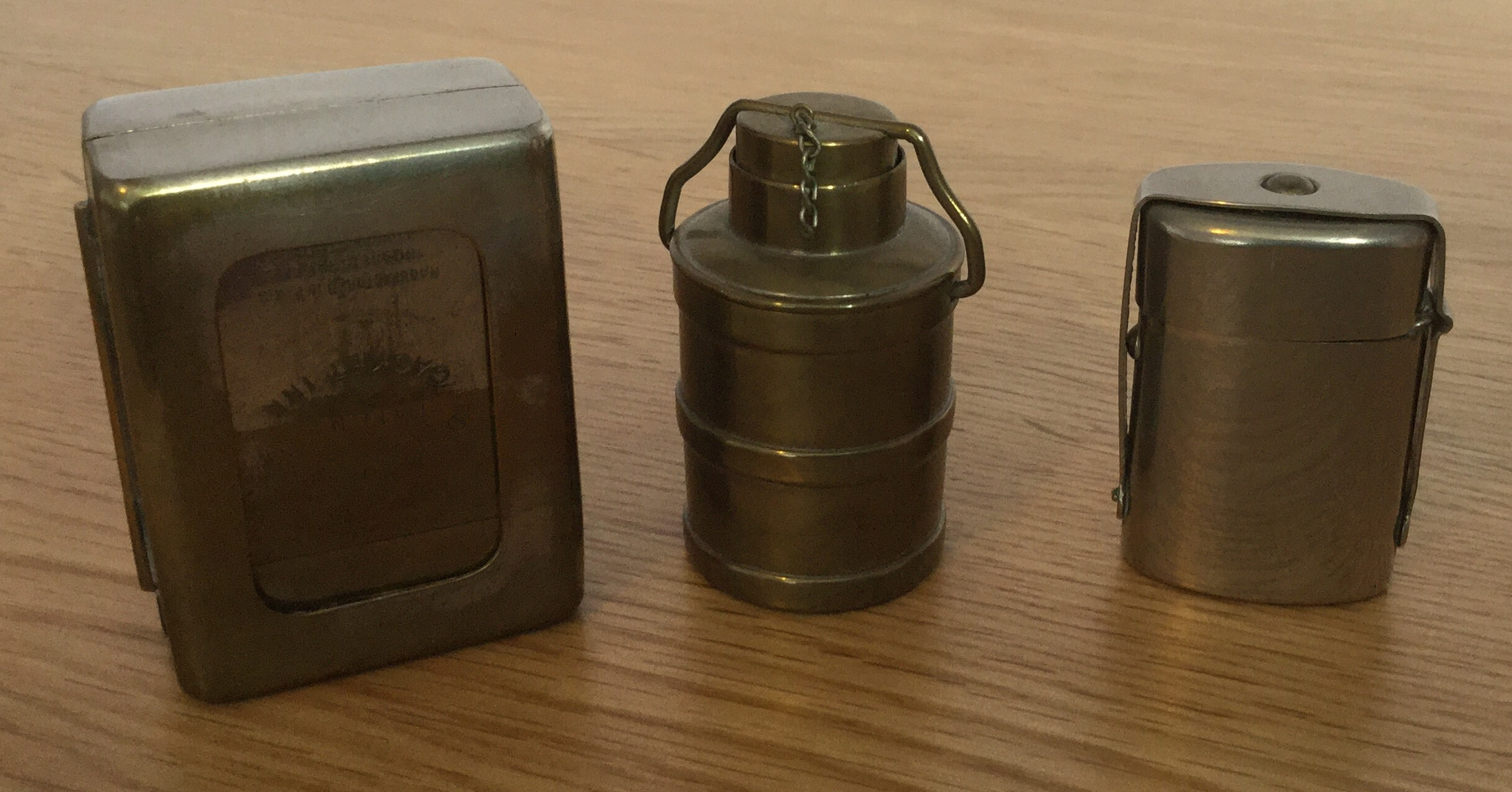